# Звертання
Звертання — це слово або сполучення слів, що називає особу (рідше предмет), до якої звертаються. Наприклад:
Ой повій, вітре, з глибокого яру, підіть, дощі, стиха та помалу (Нар. тв.).
Кобзарю, знаєш, нелегка епоха оцей двадцятий невгамовний вік (Л. Костенко).
Основне призначення звертання полягає в тому, щоб спонукати слухача звернути увагу на слова співрозмовника. Звертання належить до слів, граматично не пов'язаних з реченням. Серед таких слів виділяється передусім стилістичною виразністю.

## Значення та способи вираження звертання
Звертання виражається іменником у формі кличного відмінка: Стій, серце, стій, не бийся так шалено. Вгамуйся, думко, не літай так буйно! Не бий крильми в порожньому просторі. Ти, музо винозора, не сліпи мене вогнем твоїх очей безсмертних (Леся Українка).
Форма кличного відмінка інколи може збігатися (омонімічна) з називним відмінком: Розвівайтеся з вітром, листочки зів'ялі, розвівайтесь, як тихе зітхання!(І. Франко); Київ мій, ти y серці завжди (В. Сосюра).
Непоширеним називається звертання, виражене одним словом — іменником у кличному відмінку або іншою частиною мови (займенником, прикметником) у значенні іменника.
Лети, пташко, з захід сонця, защебечи в шибку… (П. Гулак-Артемовський). Ти мене, кохана, проведеш до поля… (М. Рильський). О, прийди, прийди, хто-небудь, сядь, схилися, припади (О. Олесь).
Поширеним називається звертання, виражене іменним словосполученням. Найчастіше звертання поширюється за рахунок узгодженого означення або прикладки.
Мій Боже милий, як-то мало святих людей на світі стало! (Т. Шевченко). Розвійтеся з вітром, листочки зів'ялі, розвійтесь, як тихе зітхання! (І. Франко). Прощай, моя рідна, дорога Десно (О. Довженко). Знову, ластівочко-серце, ти вернулась… (П. Грабовський). Фантазіє, богине легкокрила, ти світ злотистих мрій для нас одкрила і землю з ним веселкою з'єднала (Леся Українка).

## Типи звертань
Залежно від того, які відношення встановлюються між звертанням і членами речення, можна виділити три основні типи звертань:
1. Звертання, незалежні від змісту висловлювання. Їх можна опустити, бо вони лише вказують, до кого звернена мова: Понад руїною — над Україною годі, братове, годі ридати, вільну державу, сильну державу треба нарешті нам збудувати (В. Лігостов);За Україну з огнем завзяття рушаймо, браття, всі вперед (М.Вороний).
2. Звертання, які, крім того, що вказують, до кого звернена мова, ще й уточнюють значення особових і присвійних займенників у реченні. Вони, зокрема, конкретизують:
  1. підмети, виражені особовими займенниками ти або ви в називному відмінку: Мій народе, ти — небо безкрає, ти здійнявся чолом вище хмар; О,скільки щастя і тривоги Ви знали, очі молоді! (В. Сосюра);
  2. додатки, виражені особовими займенниками ти або ви у формі непрямих відмінків: Люблю тебе, моя ти пісне, тобі я дякую за все; О свіжий вітре, гілля п'янке хитання, вернувся я до вас сюди од гулу площ і гомону людей (В. Сосюра);
  3. означення, виражені присвійними займенниками твій і ваш у формі будь-якого відмінка, роду і числа: Люди мої рідні, вашими руками, вашими умами рідна сторона вже зійшла зорею гордо над віками (В. Сосюра).
3. Звертання, які, вказуючи до кого звернена мова, водночас називають і дійову особу в реченні. Вони вживаються в односкладних означено-особових реченнях, головний член у яких виражений здебільшого дієсловами в наказовому способі: Співай же, Десно, в весняних просторах, ростіть, будови, гомоніть, мости (М. Рильський).

## Інтонація та розділові знаки при звертанні
Інтонація звертання пов'язана з його місцем у реченні. На початку і в кінці речення звертання вимовляється посиленим голосом з паузою після нього (Оксано, чи подобається тобі наше місто?) і перед ним (Чи подобається тобі наше місто, Оксано?). У середині речення звертання виділяється найменш виразно і пауза робиться лише після нього (Чи подобається тобі, Оксано, наше місто?)
В усному мовленні звертання виділяється паузами, на письмі — комами або знаком оклику.
Звертання завжди виділяється комами, якщо стоїть у кінці чи в середині речення, хоча у вимові перед звертанням паузи може не бути, а після нього є: Світи нам, день, безсмертними огнями, шуміть, сади, роди зерно, земля! (В. Сосюра)
Звертання, що стоїть на початку речення, виділяється комою або знаком оклику, якщо вимовляється з окличною інтонацією (наступне слово після знака оклику починається, як правило, з великої букви): Мріє, не зрадь (Леся Українка). Далека красо моя! Щасливий я, що народився на твоєму березі, що пив у незабутні роки твою м'яку, веселу, сиву воду… (О. Довженко)
Вигуки о, ой, які стоять перед звертанням і виконують роль підсилювальної частки, не виділяються від нього ніякими розділовими знаками: О земле ти моя, нема рідніш за тебе! (В. Сосюра) Ой дівчино, шумить гай. Кого любиш, забувай (Нар. тв.)

## Звертання за стилістично-функціональною ознакою
За стилістично-функціональною ознакою виділяють власне звертання і риторичне звертання.
Власне звертання — це найуживаніші, звичайні, масові звертання до особи. У звертаннях мовців завжди виявляються взаємини людей, передаються симпатії й антипатії. Уводячи звертання, мовець здебільшого активізує адресата, спонукає до дії й одночасно дає позитивну або негативну характеристику. Власне звертання розраховані на реакцію того, до кого спрямоване мовлення. Вони використовуються в офіційно-діловому стилі, в публіцистичних та художніх текстах, у листуванні, в розмовній мові. Можуть бути емоційно нейтральними, а можуть набувати яскравого емоційного забарвлення. Це залежить від того, до кого звертаються, в яких стосунках перебувають співрозмовники тощо.
Риторичним звертанням мовець виявляє свій душевний стан, думки, почуття тощо. Такі звертання пов'язують із предметним світом: Красо Україно, Подолля! Розкинулось мило, недбало (Леся Українка). Риторичні звертання не розраховані на відповідь, бо в ролі об'єкта таких звертань, крім назв людей, виступають назви всіх інших живих істот, імена історичних осіб, назви явищ природи, будь-яких абстрактних та конкретних понять. Риторичні звертання є стилістичним засобом для емоційно напруженого зображення подій, для вироблення в читача чи слухача певного ставлення до зображуваного. Найчастіше представлені в красному письменстві, в ораторському мовленні, в публіцистиці.
З народнопісенною творчістю пов'язують поетичні звертання: доля моя, серце моє, сполуки з постійними епітетами: синє море, біле личко. Фольклорні (народнопоетичні) вирази найчастіше вживаються в художньому та (рідше) публіцистичному стилях.

Крім звичайних звертань, які з погляду традиційної граматики стоять поза реченням і не виступають його членами, в сучасній мові, особливо в її розмовному стилі, нерідко простежуються звертання, які в комунікативному відношенні виявляються на рівні речення, специфічно виконуючи його функцію. Їх усе частіше називають звертаннями-реченнями, або вокативними реченнями:
— Чи навіки?
— Так, навіки!
— Люба, мила!
— Мій коханий!
І клонилися гвоздики
В знак довіри і пошани.